# Павлово (Плонський повіт)
Павлово (пол. Pawłowo) — село в Польщі, у гміні Бабошево Плонського повіту Мазовецького воєводства.
Населення — 115 осіб (2011).
У 1975-1998 роках село належало до Цехановського воєводства.

## Демографія
Демографічна структура станом на 31 березня 2011 року:
|          | Загалом | Допрацездатний вік | Працездатний вік | Постпрацездатний вік |
| -------- | ------- | ------------------ | ---------------- | -------------------- |
| Чоловіки | 53      | 6                  | 42               | 5                    |
| Жінки    | 62      | 10                 | 38               | 14                   |
| Разом    | 115     | 16                 | 80               | 19                   |